# Уотсон, Дейв (футболист, 1961)
Дэвид Уотсон (англ. David Watson, 20 ноября 1961, Ливерпуль, Великобритания), более известный как Дэйв Уотсон (англ. Dave Watson) — английский футболист, защитник. По завершении игровой карьеры — футбольный тренер. Как игрок известен по выступлениям за клубы «Норвич Сити» и «Эвертон», а также национальную сборную Англии.

## Клубная карьера
Родился 20 ноября 1961 в городе Ливерпуль. Воспитанник футбольной школы клуба «Ливерпуль».
Во взрослом футболист дебютировал в 1980 году выступлениями за команду клуба «Норвич Сити», в которой провёл шесть сезонов, приняв участие в 212 матчах чемпионата и забил 11 голов. Большую часть времени, проведённого в составе «Норвич Сити», был основным игроком защиты команды.
В 1986 году перешёл в «Эвертон», за который сыграл 15 сезонов. Играя в составе «Эвертона» также выходил на поле в основном составе команды. Завершил профессиональную карьеру футболиста выступлениями за команду «Эвертон» в 2001 году.

## Выступления за сборную
В течение 1983—1984 годов привлекался к составу молодёжной сборной. На молодёжном уровне сыграл в 7 матчах и забил 1 гол.
В 1984 году дебютировал в официальных матчах в составе национальной сборной Англии. В течение карьеры в национальной команде, которая длилась 5 лет, провёл в форме главной команды страны 12 матчей.
В составе сборной был участником чемпионата Европы 1988 года в ФРГ.

## Карьера тренера
Начал тренерскую карьеру, ещё продолжая играть на поле, в 1997 году, возглавив на непродолжительное время тренерский штаб клуба «Эвертон» как играющий тренер.
В 2001—2002 годах возглавлял команду клуба «Транмир Роверс».
В 2008 году стал работать тренером молодёжной команды клуба «Уиган Атлетик».
С 2011 года входит в тренерский штаб клуба «Ньюкасл Юнайтед», где работает с одной из юношеских команд.

## Достижения
«Норвич Сити»
- Обладатель Кубка Футбольной лиги: 1984/85
- Чемпион Второго дивизиона: 1985/86
- Игрок года футбольного клуба «Норвич Сити»: 1983

«Эвертон»
- Чемпион Англии: 1986/87
- Обладатель Кубка Англии: 1994/95
- Обладатель Суперкубка Англии: 1995